# Krawatencross
De Krawatencross is een veldrijdwedstrijd die sinds 1992 jaarlijks wordt georganiseerd in de Belgische gemeente Lille. De wedstrijd behoort tot de X²O Badkamers Trofee. Tweemaal vond hier het Belgisch Kampioenschap plaats. De naam Krawaten verwijst naar de bijnaam van Lillenaren, die ze kregen na een gebeurtenis uit 1625, toen vijf Kroatische huurlingen in Lille werden vermoord.

## Erelijst

### Mannen elite
| Datum      | Klassement               | Cat. | Winnaar              | Tweede                 | Derde               |
| ---------- | ------------------------ | ---- | -------------------- | ---------------------- | ------------------- |
| 09/02/2025 | X²O Badkamers Trofee     | C1   | Laurens Sweeck       | Toon Aerts             | Eli Iserbyt         |
| 11/02/2024 | X²O Badkamers Trofee     | C1   | Niels Vandeputte     | Joris Nieuwenhuis      | Joran Wyseure       |
| 12/02/2023 | X²O Badkamers Trofee     | C1   | Laurens Sweeck       | Lars van der Haar      | Eli Iserbyt         |
| 13/02/2022 | X²O Badkamers Trofee     | C1   | Toon Aerts           | Niels Vandeputte       | Lars van der Haar   |
| 07/02/2021 | X²O Badkamers Trofee     | C1   | Laurens Sweeck       | Michael Vanthourenhout | Corné van Kessel    |
| 08/02/2020 | DVV Verzekeringen Trofee | C1   | Wout van Aert        | Quinten Hermans        | Toon Aerts          |
| 09/02/2019 | DVV Verzekeringen Trofee | C1   | Mathieu van der Poel | Michael Vanthourenhout | Toon Aerts          |
| 10/02/2018 | DVV Verzekeringen Trofee | C1   | Mathieu van der Poel | Tim Merlier            | Laurens Sweeck      |
| 04/02/2017 | DVV Verzekeringen Trofee | C1   | Mathieu van der Poel | Wout van Aert          | Tom Meeusen         |
| 10/01/2016 | Belgisch kampioenschap   | CN   | Wout van Aert        | Laurens Sweeck         | Sven Nys            |
| 07/02/2015 | Bpost bank trofee        | C1   | Mathieu van der Poel | Wout van Aert          | Sven Nys            |
| 08/02/2014 | Bpost bank trofee        | C1   | Sven Nys             | Lars van der Haar      | Tom Meeusen         |
| 09/02/2013 | Bpost bank trofee        | C1   | Niels Albert         | Klaas Vantornout       | Sven Nys            |
| 04/02/2012 | GvA Trofee               | C1   | Tom Meeusen          | Zdeněk Štybar          | Kevin Pauwels       |
| 05/02/2011 | GvA Trofee               | C1   | Kevin Pauwels        | Zdeněk Štybar          | Sven Nys            |
| 06/02/2010 | GvA Trofee               | C1   | Sven Nys             | Zdeněk Štybar          | Kevin Pauwels       |
| 07/02/2009 | GvA Trofee               | C1   | Niels Albert         | Sven Nys               | Bart Wellens        |
| 02/02/2008 | GvA Trofee               | C1   | Niels Albert         | Bart Wellens           | Sven Nys            |
| 03/02/2007 | GvA Trofee               | C1   | Sven Nys             | Richard Groenendaal    | Gerben de Knegt     |
| 04/02/2006 | GvA Trofee               | C2   | Sven Nys             | Erwin Vervecken        | Tom Vannoppen       |
| 05/02/2005 | GvA Trofee               |      | Sven Nys             | Richard Groenendaal    | Sven Vanthourenhout |
| 2004       | Belgisch kampioenschap   | CN   | Bart Wellens         | Mario De Clercq        | Sven Nys            |
| 08/02/2003 | GvA Trofee               |      | Arne Daelmans        | Bart Wellens           | Sven Nys            |
| 09/02/2002 | GvA Trofee               |      | Bart Wellens         | Erwin Vervecken        | Arne Daelmans       |
| 10/02/2001 | GvA Trofee               |      | Sven Nys             | Bart Wellens           | Erwin Vervecken     |
| 05/02/2000 | GvA Trofee               |      | Sven Nys             | Bart Wellens           | Arne Daelmans       |
| 06/02/1999 | GvA Trofee               |      | Bart Wellens         | Sven Nys               | Arne Daelmans       |
| 07/02/1998 | GvA Trofee               |      | Erwin Vervecken      | Arne Daelmans          | Sven Nys            |
| 08/02/1997 | GvA Trofee               |      | Adrie van der Poel   | Arne Daelmans          | Sven Nys            |
| 10/02/1996 | GvA Trofee               |      | Erwin Vervecken      | Paul Herygers          | Arne Daelmans       |
| 05/02/1995 | GvA Trofee               |      | Paul Herygers        | Marc Janssens          | Peter Willemsens    |
| 05/02/1994 | GvA Trofee               |      | Paul Herygers        | Peter Willemsens       | Alex Moonen         |
| 18/02/1993 | GvA Trofee               |      | Paul Herygers        | Erwin Vervecken        | Peter Willemsens    |
| 08/02/1992 | GvA Trofee               |      | Peter Willemsens     | Dirk Pauwels           | Guy Van Dijck       |

### Vrouwen elite
| Datum      | Klassement               | Cat. | Winnaar                    | Tweede                     | Derde                      |
| ---------- | ------------------------ | ---- | -------------------------- | -------------------------- | -------------------------- |
| 09/02/2025 | X²O Badkamers Trofee     | C1   | Lucinda Brand              | Inge van der Heijden       | Manon Bakker               |
| 11/02/2024 | X²O Badkamers Trofee     | C1   | Fem van Empel              | Lucinda Brand              | Laura Verdonschot          |
| 12/02/2023 | X²O Badkamers Trofee     | C1   | Fem van Empel              | Ceylin del Carmen Alvarado | Annemarie Worst            |
| 13/02/2022 | X²O Badkamers Trofee     | C1   | Lucinda Brand              | Annemarie Worst            | Ceylin del Carmen Alvarado |
| 07/02/2021 | X²O Badkamers Trofee     | C1   | Ceylin del Carmen Alvarado | Lucinda Brand              | Denise Betsema             |
| 08/02/2020 | DVV Verzekeringen Trofee | C1   | Ceylin del Carmen Alvarado | Annemarie Worst            | Shirin van Anrooij         |
| 09/02/2019 | DVV Verzekeringen Trofee | C1   | Sanne Cant                 | Denise Betsema             | Loes Sels                  |
| 10/02/2018 | DVV Verzekeringen Trofee | C1   | Sanne Cant                 | Maud Kaptheijns            | Annemarie Worst            |
| 04/02/2017 | DVV Verzekeringen Trofee | C1   | Maud Kaptheijns            | Sanne Cant                 | Laura Verdonschot          |
| 09/10/2016 | Belgisch kampioenschap   | CN   | Sanne Cant                 | Ellen Van Loy              | Loes Sels                  |
| 07/02/2015 | Bpost bank trofee        | C1   | Sanne Cant                 | Ellen Van Loy              | Helen Wyman                |
| 08/02/2014 | Bpost bank trofee        | C1   | Sanne Cant                 | Marianne Vos               | Helen Wyman                |
| 09/02/2013 | Bpost bank trofee        | C1   | Marianne Vos               | Sanne Cant                 | Sanne van Paassen          |
| 04/02/2012 | GvA Trofee               | C1   | Marianne Vos               | Daphny van den Brand       | Sanne Cant                 |
| 05/02/2011 | GvA Trofee               | C1   | Sanne Cant                 | Marianne Vos               | Hanka Kupfernagel          |
| 07/02/2009 | GvA Trofee               | C1   | Daphny van den Brand       | Marianne Vos               | Sanne Cant                 |
| 03/02/2007 | GvA Trofee               | C1   | Reza Hormes-Ravenstijn     | Loes Sels                  | Sanne Cant                 |
| 04/02/2006 | GvA Trofee               | C2   | Reza Hormes-Ravenstijn     | Anja Nobus                 | Sanne Cant                 |
| 05/02/2005 | GvA Trofee               |      | Anja Nobus                 | Loes Sels                  | Hilde Quintens             |
| 2004       | Belgisch kampioenschap   | CN   | Anja Nobus                 | Loes Sels                  | Kathleen Vermeiren         |
| 08/02/2003 | GvA Trofee               |      | Anja Nobus                 | Hilde Quintens             | Nicolle De Bie-Leijten     |

1992 ·
1993 ·
1994 ·
1995 ·
1996 ·
1997 ·
1998 ·
1999 ·
2000 · 
2001 · 
2002 · 
2003 · 
2005 · 
2006 · 
2007 · 
2008 · 
2009 · 
2010 · 
2011 · 
2012 · 
2013 ·
2014 ·  
2015 · 
2016 · 
2017 ·
2018 ·  
2019 ·
2020 ·
2021 ·
2022 ·
2023 ·
2024 ·
2025